# Be-Bop High School
Be-Bop High School (ビー・バップ・ハイスクール?) è un manga creato da Kazuhiro Kiuchi e pubblicato a partire dal 1983. È stato adattato in ben sette film live action tra il 1985 e il 1994, in un videogioco nel 1988, in una serie animata OAV in sette episodi tra il 1990 e il 1998 ed infine in due film per la televisione, uno il seguito dell'altro, andati in onda nel 2004 e il 2005 e che hanno visto la partecipazione, tra gli altri, di Ken'ichi Matsuyama.

## Trama
La storia ruota attorno alle vite di due amici, nonché compagni di scuola che frequentano le superiori. Hiroshi e Nakama, questi sono i loro nomi, i quali causano spesso problemi per la loro indole nel provocar ed attaccar briga col prossimo.
In linea con lo spirito e l'identità che hanno deciso di assumere, i due adottano uno stile arrogante, con un comportamento arrogante e un abbigliamento esageratamente provocatorio. Nella serie manga si vengono poi anche a conoscere tutto un gruppetto di personaggi per lo più stravaganti e più o meno sportivi a causa dell'acconciatura e della moda assunta.

## Film TV
- Satomi Ishihara - Izumi Kyoko
- Shunsuke Kubozuka - Kato Hiroshi
- Toshinobu Matsuo - Nakama Toru
- Yū Yamada - Miharayama Junko
- Nobuaki Kaneko - Maekawa Shingo
- Nozomu Iwao (岩尾望?) - Kaneko Nobuo
- Makoto - Kikunaga Junichi
- Tak Sakaguchi - Yamada Toshimitsu
- Yosuke Daichi (大地洋介?) - Omae Taro
- Ken'ichi Matsuyama - Kawabata Jun
- Shinosuke Tanabe (田辺伸之助?) - Kuroda Shinpei
- Satoshi Tanaka (田中聡元?) - Go Minoru
- Manami Honjo - Oyama Fumie
- Takanori Jinnai - Onijima
- Katsuya Kobayashi - Fujimoto Teruo
- Takumi Saitō Ikeda Tsuyoshi
- Kuranosuke Sasaki Saotome Kenji
- Shinya Hashimoto (橋本真也?) - Hashimoto Shinya
- Daizo Miyata